# Rozasă

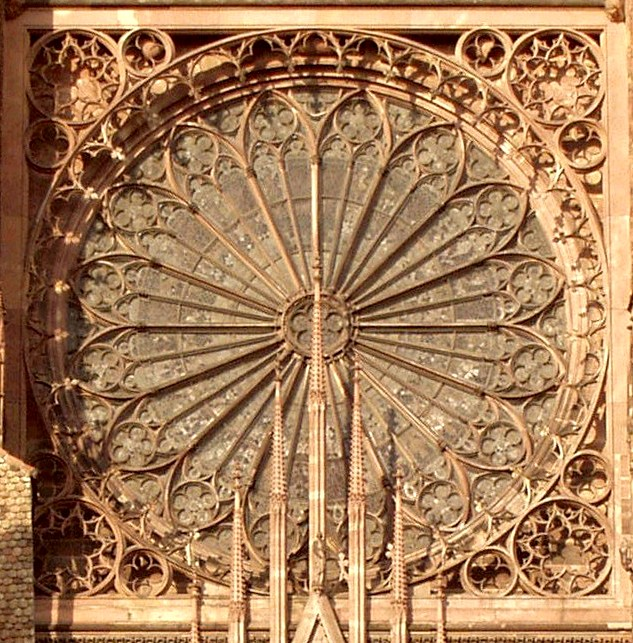
Rozasa catedralei Notre-Dame din Strasbourg văzută din exterior

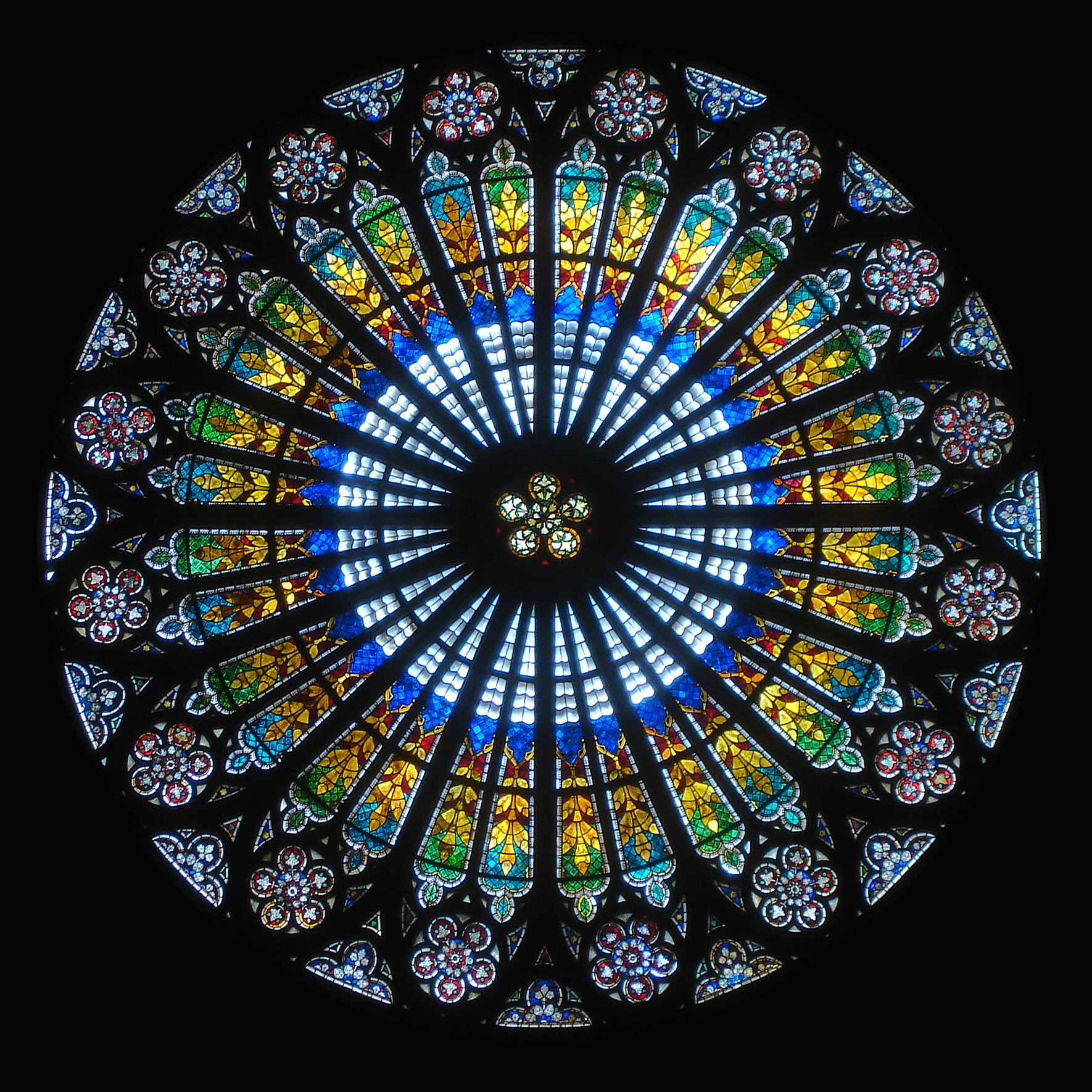
Aceeași rozasă văzută din interior, cu vitraliul său

Rozasă (uneori, rozace) termen utilizat în arhitectură și în decorare (din franceză rosace), este o fereastră circulară în formă de trandafir, executată într-un zid, într-un spațiu ce delimitează și separă o încăpere de alta, într-un perimetru de ocrotire a omului de căderi, executat cu scopul de a fi o barieră de protecție plasată lângă o scară, a odihnei unei scări, terasă etc., cu traforuri în piatră, împodobită cu vitralii, caracteristică pentru catedralele și bisericile gotice, așezată pe fațada lor. Din punct de vedere istoric, cuvântul «rozasă» a fost rezervat în mod oficial decorului sculptat, desenului executat ca ornament pe un perete, și cuvântului «trandafir» nișă, fenestraj, loggia, arcadă «în formă de floare».
Una din cele mai spectaculoase rozase din lume o are Catedrala „La Seu“ din Palma de Mallorca, cu un diametru de 12,55 m.